# Atalanta Bergamasca Calcio
La Atalanta Bergamasca Calcio, conocido simplemente como Atalanta, es un club de fútbol de Bérgamo, en Lombardía, Italia. Fue fundado en 1907 como SBG Atalanta, la sociedad tiene su sede en la cercana localidad de Zingonia, en la provincia de Bérgamo. Disputa sus encuentros como local en el estadio bergamasco Atleti Azzurri d' Italia, con capacidad para 24 642 espectadores. Actualmente compite en la Serie A, la máxima categoría del fútbol en Italia, tras haber obtenido el ascenso de la Serie B en 2011. Ocupa el undécimo puesto en la clasificación histórica de la Serie A, así como el vigésimo cuarto en la de la Serie B.

Fútbol femenino

Fútbol playa

Baloncesto

Rugby

Es el equipo que más ediciones de Serie A, a grupo único, ha disputado sin representar a una capital de región, por ello se la considera la Reina de las Provincias. Es el conjunto que ha jugado más veces en la primera división italiana que nunca ha ganado un scudetto. Por el contrario, junto al Genoa, es la escuadra que más ocasiones ha ganado un campeonato de segunda división italiana, seis, y más promociones a la más alta división, trece. En su palmarés aparece un título de Copa Italia conseguido en la temporada 1962-63, y a nivel continental la Liga Europa de la UEFA 2023-24, dónde ganaron al Bayer Leverkusen 3-0 en la final. Además, llegaron a las semifinales de la Recopa de Europa en 1988, cuando jugaba en Serie B, y resultaron subcampeones de la Supercopa de la UEFA 2024.
Atalanta ocupa el duodécimo lugar en la clasificación de la tradición deportiva italiana según los criterios de la Federación Italiana de Fútbol (FIGC), y es miembro de la Asociación de Clubes Europeos desde 2019.

## Historia

### En los albores del fútbol
La Atalanta tiene sus orígenes en la escisión de la Giovane Orobia, surgida en 1901. La primera sociedad futbolística de Bérgamo fue La Foot Ball Club Bérgamo, fundada por emigrantes suizos en 1903 y que participa en campeonatos regionales lombardos de la Federación Italiana de Fútbol hasta el año 1910.
Fue fundada el 17 de octubre de 1907 por los estudiantes Eugenio Urio, Giulio e Ferruccio Amati, Alessandro Forlini y Giovanni Roberti como Società Bergamo di Ginnastica e Sports Atletici Atalanta. El nombre se debe a la heroína griega Atalanta. La entidad ya tenía en 1907 una sección de fútbol, aunque fue reconocida por la federación correspondiente siete años más tarde, en 1914. Hasta ese momento, los bergamascos, que vestían de color blanquiazul, habían jugado solo un partido amistoso en la plaza d' Armi de Bérgamo y otro en el Campo de Marte, un terreno situado entre las calles Suardo y Fratelli Cairoli de la misma ciudad.
El primer campo homologado de Bérgamo estaba en la calle de Maglio del Lotto y tenía unas dimensiones de 90 metros de largo y 45 metros de ancho. Además tenía una grada con 1000 plazas. Estaba al lado de una línea de ferrocarril, lo que provocó que el día de la inauguración, en mayo de 1914, los viajeros de un tren proveniente de Milán vieran varias fases del partido. 
La Atalanta Bergamo Calcio fue fundada el 17 de octubre de 1907. El 20 de febrero de 1920, se fusiona con otro club de la ciudad de Bérgamo llamado Bergamo. En el año 1937, debuta en la Serie A. Desde entonces se alternaron periodos de estabilidad en el fútbol de élite con fases de oscilación entre la Serie A y la Serie B. Los mejores puestos los logró en la temporada 2016-17, cuando terminó cuarto, y en la temporada 2018-19, tercero.

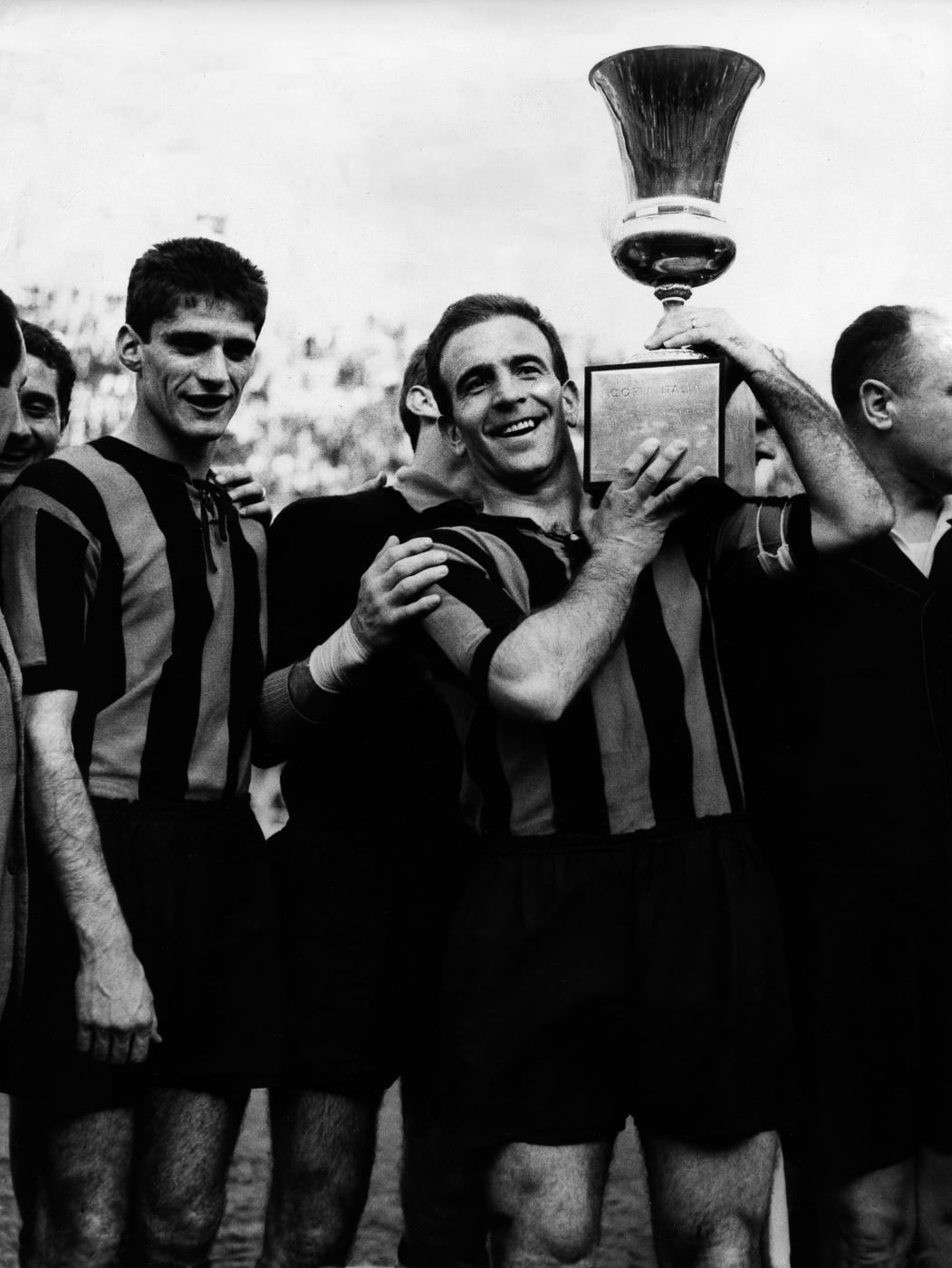
Copa Italia 1962-63

En la temporada 62-63, más precisamente el 2 de junio de 1963, gana su primer título, la Copa Italia 1962-63.
Para la temporada 2006-2007, el equipo logró el ascenso a la Serie A.
En marzo de la temporada 2014-15, los malos resultados hacen que Edoardo Reja tome las riendas del equipo. En la última jornada el Atalanta pierde contra Milan por 1-3 y Cagliari Calcio le gana 4-3 a Udinese Calcio y esos resultados lo llevaron a Atalanta a jugar un desempate contra Cagliari Calcio por el último cupo del descenso a Segunda División. El 3 de junio de 2015, la Atalanta le gana 2-1 a Cagliari Calcio, con goles de Giulio Migliaccio y un tanto agónico de Mauricio Pinilla para quedarse una temporada más en Primera División.
Para la temporada 2015-16 , La Dea incorporó fichajes en todas las posiciones: en portería contrataron al joven meta Radunovic (procedente del FK Rad Belgrado) y a Davide Bassi (libre del Empoli Football Club). En la defensa a Gabriel Paletta (procedente de AC Milan) y al brasileño Rafael Tolói (procedente del São Paulo Futebol Clube), además de recuperar tras cesión a  Brivio (Hellas Verona Football Club). En el medio a Marten de Roon (procedente de SC Heerenveen) y al esloveno Jasmin Kurtić (procedente del Unione Sportiva Sassuolo Calcio), mientras que en la delantera a Gaetano Monachello (procedente del Association Sportive de Monaco Football Club)
En cuanto a bajas, el equipo de Bérgamo sufrió la marcha de jugadores importantes como Davide Zappacosta y Daniele Baselli (ambos al Torino Football Club). Otros jugadores como el ariete Rolando Bianchi (llegado al Real Club Deportivo Mallorca) también cambiaron de aires.

### La llegada de Gian Piero Gasperini y una nueva filosofía

Gian Piero Gasperini.

La temporada 2016-17 sería una de las más recoedadas en los más de 100 años de existencia del Atalanta, al alcanzar la clasificación directa (cuarto puesto) para la Liga Europa de la UEFA de la temporada 2017-2018. Una gran proeza para un equipo modesto, que superó a equipos del calibre de la Associazione Calcio Firenze Fiorentina o la Associazione Calcio Milan, equipos asiduos a jugar en Europa.
La llegada del entrenador Gian Piero Gasperini fue vital para alcanzar dicho hito. Algunos de los detalles que hicieron que la Atalanta retornara a Europa tras 28 años haciendo una temporada espectacular fueron:
- El proyecto de impulsar la cantera provocó la explosión de jóvenes canteranos de la Dea, que se destacaron durante toda la temporada. Este gran papel catapultó al escaparate internacional a varios jugadores, como el lateral Andrea Conti o el del medio marfileño Franck Kessié, ambos traspasados a la Associazione Calcio Milan por precios elevados.
- Gasperson (como es conocido Gasperini) implantó en la mayoría de los partidos un 3-5-2, en donde rindió a la perfección toda la plantilla. El once habitual estaba compuesto por: Etrit Berisha bajo palos, Rafael Tolói, Mattia Caldara y Andrea Masiello hacían un muro infranqueable, Franck Kessié y el suizo Remo Freuler en la medular con los excelentes carrileros Andrea Conti y Leonardo Spinazzola, lo que le valió a este último a debutar con la selección absoluta italiana. La joya de la corona fue la dupla en ataque Andrea Petagna como delantero tanque y el capitán, el emblema bergamasco, Alejandro Darío Gómez, Papu Gómez, que, con el 10 a la espalda lideró a todo un equipo hacía el sueño europeo. La buena sintonía tanto dentro como fuera del campo ha sido crucial para alcanzar el éxito. Un ejemplo de ello son los numerosos jugadores que debutaron o se hicieron importantes en su selección. (Alejandro Darío Gómez con la selección argentina).
- La perseverancia en el proyecto, ya que el comienzo de temporada tampoco fue muy satisfactorio, pero a raíz de la victoria por 0-3 ante el Football Club Crotone a finales de septiembre de 2016 fue sin duda un punto de inflexión en el despegue del equipo hacia arriba, aferrándose a puestos europeos y sin desinflarse durante toda la temporada.
Con la llegada de la histórica temporada europea 2017/2018 del conjunto nerazzurri, se cambia de patrocinador. La marca española Joma sucede a Nike tras varias temporadas vistiendo al equipo. Para paliar la marcha de jugadores importantes, llegan refuerzos jóvenes desde Italia y desde Bélgica, como el carrilero Timothy Castagne, procedente del KRC Genk, aunque también llegan fichajes de mayor renombre, como el del esloveno Josip Iličić, de la Fiorentina. La contratación más importante de esa temporada fue la del colombiano Duván Zapata, procedente de la Sampdoria a cambio de 14 millones de euros en préstamo por dos años, y 12 millones más en caso de opción de compra. 
El 26 de mayo de 2019 concluye su mejor temporada de Serie A, finalizando en la 3.ª posición y obteniendo la histórica clasificación a la fase de grupos de la Liga de Campeones de la UEFA 2019-20, con 69 puntos producto de 20 victorias, 9 empates y 9 derrotas. 
En la temporada 2019-20, lograron el tercer puesto en la Serie A por segunda vez consecutiva, al perder contra el Inter 0-2 en la última jornada.
En la Liga de Campeones de la UEFA 2019-20, eliminaron al Valencia Club de Fútbol en octavos de final por un global de 8-4. En cuartos de final, les tocó enfrentarse al equipo francés París Saint-Germain Football Club a partido único en el Estádio da Luz, donde perdieron por 2-1 en los últimos minutos.
El 15 de enero de 2023 consigue la mayor goleada en Serie A de su historia y la mayor desde 1996 al vencer 8-2 a la Salernitana.
El 9 de mayo de 2024 consigue, por primera vez en su historia, alcanzar la final en competición internacional en la Europa League tras vencer al Olympique de Marsella por 3-0 con 4-1 de global.
El 22 de mayo del mismo año obtiene su primer título internacional al ganar la Europa League, tras vencer al Bayer Leverkusen -que sostenía un invicto de 51 partidos- por 3-0, con un triplete de Ademola Lookman.  De esta manera, La Dea levantó un trofeo luego de 61 años, siendo el último gran festejo  la obtención de la Copa Italia en 1963.
Así mismo, el 9 de marzo de 2025 en Serie A, mediando la temporada y peleando por el Campeonato,terminan  goleando a la Juventus por 0-4 en su propio Estadio por primera vez en 58 años.

## Cronología
| Temporada  | Liga | Copa Italia | Europa |
| 19/10/1907 | Fundación de la Società Bergamo di Ginnastica e Sports Atletici Atalanta. | Fundación de la Società Bergamo di Ginnastica e Sports Atletici Atalanta. | Fundación de la Società Bergamo di Ginnastica e Sports Atletici Atalanta. |
| 1908       | Se afilia a la federación de fútbol italiana y disputa torneos a nivel local. | Se afilia a la federación de fútbol italiana y disputa torneos a nivel local. | Se afilia a la federación de fútbol italiana y disputa torneos a nivel local. |
| 1909/1913  | No participa en ningún campeonato de fútbol. | No participa en ningún campeonato de fútbol. | No participa en ningún campeonato de fútbol. |
| 1913/1914  | Se vuelve a afiliar a la FIGC e inaugura su primer campo polideportivo el 24 de mayo. | Se vuelve a afiliar a la FIGC e inaugura su primer campo polideportivo el 24 de mayo. | Se vuelve a afiliar a la FIGC e inaugura su primer campo polideportivo el 24 de mayo. |
| 1914/1915  | 4.º en el grupo final de la Promoción Lombarda suspendida por la I Guerra Mundial. | 4.º en el grupo final de la Promoción Lombarda suspendida por la I Guerra Mundial. | 4.º en el grupo final de la Promoción Lombarda suspendida por la I Guerra Mundial. |
| 1915/1916  | Participa en torneos organizados por el Comité Regional Lombardo con el equipo reserva. | Participa en torneos organizados por el Comité Regional Lombardo con el equipo reserva. | Participa en torneos organizados por el Comité Regional Lombardo con el equipo reserva. |
| 1916/1918  | A causa de la marcha muchos jóvenes al frente renuncia a continuar la actividad oficial y vende el campo de la calle Maglio del Lotto.                                                     | A causa de la marcha muchos jóvenes al frente renuncia a continuar la actividad oficial y vende el campo de la calle Maglio del Lotto.                                                     | A causa de la marcha muchos jóvenes al frente renuncia a continuar la actividad oficial y vende el campo de la calle Maglio del Lotto.                                                     |
| 1918       | Se reconstituye la sociedad y disputa varios torneos precampeonato y antes de la temporada 1919 - 1920 se inaugura el campo de la Clementina en el espacio donde antes había un hipódromo. | Se reconstituye la sociedad y disputa varios torneos precampeonato y antes de la temporada 1919 - 1920 se inaugura el campo de la Clementina en el espacio donde antes había un hipódromo. | Se reconstituye la sociedad y disputa varios torneos precampeonato y antes de la temporada 1919 - 1920 se inaugura el campo de la Clementina en el espacio donde antes había un hipódromo. |
| 03/10/1919 | Gana en Brescia una eliminatoria de acceso por 2 goles a 0 contra la Bergamo y es admitida en Primera Categoría.                                                                           | Gana en Brescia una eliminatoria de acceso por 2 goles a 0 contra la Bergamo y es admitida en Primera Categoría.                                                                           | Gana en Brescia una eliminatoria de acceso por 2 goles a 0 contra la Bergamo y es admitida en Primera Categoría.                                                                           |
| 1919/1920  | 3.º en el grupo eliminatorio B del Comité Lombardo de Primera Categoría. | | |
| feb. 1920  | La entidad se fusiona con la Bergamo di Ginnastica e Scherma, transformándose en Atalanta Bergamo dii Ginnastica e Scherma.                                                                | La entidad se fusiona con la Bergamo di Ginnastica e Scherma, transformándose en Atalanta Bergamo dii Ginnastica e Scherma.                                                                | La entidad se fusiona con la Bergamo di Ginnastica e Scherma, transformándose en Atalanta Bergamo dii Ginnastica e Scherma.                                                                |
| 1920/1921  | 4.º en el grupo eliminatorio E del Comité Lombardo de Primera Categoría. Desciende, pero es repescado.                                                                                     | | |
| 1921/1922  | 3.º en el grupo eliminatorio B del Comité Lombardo de Primera Categoría. Una reorganización del fútbol italiano lo coloca en la nueva Segunda División.                                    | | |
| 1922/1923  | 2.º en el grupo semifinal B de la Segunda División. | | |
| 1923/1924  | 3.º en el grupo B de la Segunda División. | | |
| 1924/1925  | 7.º en el grupo B de la Segunda División, después de dos desempates contra Trevigliese y Lecco.                                                                                            | | |
| 1925/1926  | 4.º en el grupo A de la Segunda División. Admitido en la nueva Primera División. | | |
| 1926/1927  | 2.º en el grupo B de la Primera División Norte. | | |
| 1927/1928  | Campeón del Grupo A de la Primera División Norte Asciende a División Nacional. | | |
| 1928       | Inauguración del estadio Brumana, actual Atleti Azzurri d'Italia. | Inauguración del estadio Brumana, actual Atleti Azzurri d'Italia. | Inauguración del estadio Brumana, actual Atleti Azzurri d'Italia. |
| 1928/1929  | 14.º en el grupo A de la División Nacional. Desciende a Serie B. | | |
| 1929/1930  | 8.º en Serie B. | | |
| 1930/1931  | 6.º en Serie B. | | |
| 1931/1932  | 4.º en Serie B. | | |
| 1932/1933  | 16.º en Serie B. | | |
| 1933/1934  | 5.º en el grupo B de la Serie B. | | |
| 1934/1935  | 7.º en el grupo B de la Serie B. | | |
| 1935/1936  | 10.º en Serie B. | Segunda ronda | |
| 1936/1937  | 2.º en Serie B. Asciende a Serie A. | Tercera ronda | |
| 1937/1938  | 15.º en Serie A. Desciende a Serie B. | Cuartos de final | |
| 1938/1939  | 3.º en Serie B. | 1/16 de final | |
| 1939/1940  | Campeón de Serie B. Asciende a Serie A. | Tercera ronda | |
| 1940/1941  | 6.º en Serie A. | 1/16 de final | |
| 1941/1942  | 13.º en Serie A. | Octavos de final | |
| 1942/1943  | 10.º en Serie A. | Octavos de final | |
| 1943/1944  | 8.º en el Campeonato Lombardo de Guerra. | | |
| 1944/1945  | Suspensión de las actividades deportivas por causas bélicas. | Suspensión de las actividades deportivas por causas bélicas. | Suspensión de las actividades deportivas por causas bélicas. |
| 1945/1946  | 9.º en la Serie A Alta Italia. | Cuartos de final de la Copa Alta Italia | |
| 1946/1947  | 9.º en Serie A. | | |
| 1947/1948  | 5.º en Serie A. | | |
| 1948/1949  | 16.º en Serie A. | | |
| 1949/1950  | 8.º en Serie A. | | |
| 1950/1951  | 12.º en Serie A. | | |
| 1951/1952  | 12.º en Serie A. | | |
| 1952/1953  | 9.º en Serie A. | | |
| 1953/1954  | 10.º en Serie A. | | |
| 1954/1955  | 13.º en Serie A. | | |
| 1955/1956  | 15.º en Serie A. | | |
| 1956/1957  | 15.º en Serie A. | | |
| 1957/1958  | 17.º en Serie A. Desciende a Serie B. | No invitado a participar | |
| 1958/1959  | Campeón de Serie B. Asciende a Serie A. | Octavos de final | |
| 1959/1960  | 11.º en Serie A. | Cuartos de final | |
| 1960/1961  | 9.º en Serie A. | Segunda Ronda | |
| 1961/1962  | 6.º en Serie A. | Segunda Ronda | Semifinalista de la Copa Mitropa |
| 1962/1963  | 8.º en Serie A. | Campeón | Subcampeón de la Copa de los Alpes |
| 1963/1964  | 11.º en Serie A. | Cuartos de final | Primera Ronda en la Recopa de Europa; Fase de grupos en la Copa de los Alpes |
| 1964/1965  | 11.º en Serie A. | Tercera Ronda | |
| 1965/1966  | 14.º en Serie A. | Tercera Ronda | |
| 1966/1967  | 11.º en Serie A. | Primera Ronda | Participante en la Copa Piano Karl Rappan |
| 1967/1968  | 13.º en Serie A. | Segunda Ronda | Octavos de final de la Copa Mitropa |
| 1968/1969  | 16.º en Serie A. Desciende a Serie B. | Primera Ronda | Octavos de final de la Copa Mitropa |
| 1969/1970  | 15.º en Serie B. | Primera Ronda | |
| 1970/1971  | 2.º en Serie B después del desempate contra Bari y Catanzaro. Asciende a Serie A. | Primera Ronda | |
| 1971/1972  | 10.º en Serie A. | Primera Ronda | Fase de grupos de la Copa Anglo-Italiana |
| 1972/1973  | 14.º en Serie A. Desciende a Serie B. | Segunda Ronda | |
| 1973/1974  | 11.º en Serie B. | Segunda Ronda | |
| 1974/1975  | 6.º en Serie B. | Primera Ronda | |
| 1975/1976  | 10.º en Serie B. | Primera Ronda | |
| 1976/1977  | 2.º en Serie B después del desempate contra Cagliari y Pescara. Asciende a Serie A. | Primera Ronda | |
| 1977/1978  | 9.º en Serie A. | Primera Ronda | Participa en la Copa Piano Karl Rappan |
| 1978/1979  | 15.º en Serie A. Desciende a Serie B. | Primera Ronda | |
| 1979/1980  | 9.º en Serie B. | Primera Ronda | |
| 1980/1981  | 18.º en Serie B. Desciende a Serie C1. | Primera Ronda | |
| 1981/1982  | Campeón del Grupo A de la Serie C1. Asciende a Serie B. | Octavos de final de la Copa Italia de Serie C1 | |
| 1982/1983  | 8.º en Serie B. | Primera Ronda | |
| 1983/1984  | Campeón de Serie B. Asciende a Serie A. | Primera Ronda | |
| 1984/1985  | 10.º en Serie A. | Primera Ronda | Subcampeón de la Copa Mitropa |
| 1985/1986  | 8.º en Serie A. | Octavos de final | |
| 1986/1987  | 15.º en Serie A. Desciende a Serie B. | Subcampeón | |
| 1987/1988  | 4.º en Serie B. Asciende a Serie A. | Primera Ronda | Semifinalista de la Recopa de Europa |
| 1988/1989  | 6.º en Serie A. | Semifinales | |
| 1989/1990  | 7.º en Serie A. | Fase de grupos | 1/32 de final de Copa de la UEFA |
| 1990/1991  | 10.º en Serie A. | Octavos de final | Cuartos de final de Copa de la UEFA |
| 1991/1992  | 11.º en Serie A. | Octavos de final | |
| 1992/1993  | 8.º en Serie A. | Segunda Ronda | |
| 1993/1994  | 17.º en Serie A. Desciende a Serie B. | Tercera Ronda | |
| 1994/1995  | 4.º en Serie B. Asciende a Serie A. | Segunda Ronda | Fase de grupos de la Copa Anglo-Italiana |
| 1995/1996  | 13.º en Serie A. | Subcampeón | |
| 1996/1997  | 10.º en Serie A. | Primera Ronda | |
| 1997/1998  | 16.º en Serie A. Desciende a Serie B. | Cuartos de final | |
| 1998/1999  | 6.º en Serie B. | Cuartos de final | |
| 1999/2000  | 4.º en Serie B. Asciende a Serie A. | Octavos de final | |
| 2000/2001  | 7.º en Serie A. | Cuartos de final | |
| 2001/2002  | 9.º en Serie A. | Cuartos de final | |
| 2002/2003  | 15.º en Serie A. Desciende a Serie B después de una eliminatoria contra la Reggina. | Segunda Ronda | |
| 2003/2004  | 5.º en Serie B. Asciende a Serie A. | Fase de grupos | |
| 2004/2005  | 20.º en Serie A. Desciende a Serie B. | Cuartos de final | |
| 2005/2006  | Campeón de Serie B. Asciende a Serie A. | Octavos de final | |
| 2006/2007  | 8.º en Serie A. | Tercera Ronda | |
| 2007/2008  | 9.º en Serie A. | Tercera Ronda | |
| 2008/2009  | 11.º en Serie A. | Cuarta Ronda | |
| 2009/2010  | 18.º en Serie A. Desciende a Serie B. | Cuarta Ronda | |
| 2010/2011  | Campeón de Serie B. Asciende a Serie A. | Tercera Ronda | |
| 2011/2012  | 12.º en Serie A. | Tercera Ronda | |
| 2012/2013  | 15.º en Serie A. | Octavos de final | |
| 2013/2014  | 11.º en Serie A. | Octavos de final | |
| 2014/2015  | 17.º en Serie A. | Octavos de final | |
| 2015/2016  | 13.º en Serie A. | Cuarta Ronda | |
| 2016/2017  | 4.º en Serie A. | Octavos de final | Clasificación para la Europa League |
| 2017/2018  | 7° en Serie A. | Semifinal | Dieciseisavos de final de UEL 2017-18. Clasificación a tercera ronda previa de UEL |
| 2018/2019  | 3° en Serie A. | Subcampeón | Play-offs de UEL. Clasificación a UEFA Champions League |
| 2019/2020  | 3° en Serie A | Octavos de final | Cuartos de final de la Liga de Campeones de la UEFA 2019-20 |
| 2020/2021  | 3.º en Serie A | Subcampeón | Octavos de final de la Liga de Campeones de la UEFA 2020-21 |
| 2022/2023  | 5.º en Serie A | Cuartos de final | Clasificación para la Europa League |
| 2023/2024  | 5.º en Serie A | Subcampeón | Campeón de la Liga Europa de la UEFA 2023-24. Clasificación para la Champions League. |
| 2024/2025  | 3.º en Serie A | Cuartos de final | Dieciseisavos de final de Champions. Clasificación para la Champions League. |

## Símbolos

### Escudo
Desde su fundación, Atalanta ha utilizado cinco diseños de escudos, todos ellos incorporando el nombre del equipo, los colores característicos y, a partir de 1963, la figura mitológica de Atalanta, de la cual el club toma su nombre, así como su apodo, La Dea.
Los tres primeros escudos del club consistían en un escudo con el nombre "Atalanta" en la parte superior, franjas de colores a la izquierda y una representación simbólica a la derecha. El escudo original, creado en 1907, presentaba las franjas blancas y negras originales del club junto con un parche azul. En 1963, tras la conquista de la Copa de Italia, el escudo fue rediseñado con franjas negras y azules, incorporando la imagen de una mujer corriendo que representaba a Atalanta. Aunque los colores y la representación de Atalanta en el escudo cambiaron nuevamente en la década de 1970, se mantuvo la misma forma básica que la versión de 1963.
En 1984, el escudo experimentó una transformación significativa: el nombre del club y la figura de la corredora fueron eliminados, y su forma pasó de ser un escudo a un círculo. Este escudo "clásico" presentaba la silueta blanca de la cabeza de Atalanta sobre un fondo negro y azul, encerrada en tres círculos concéntricos de blanco, negro y amarillo dorado. Los colores del club, negro, azul y blanco, se mantuvieron, mientras que el amarillo se añadió para representar las manzanas doradas que, según la mitología, Hipómenes arrojó a Atalanta para distraerla y vencerla en una carrera a pie.
El escudo moderno del club fue diseñado en 1993. Incorpora el escudo de 1984, aunque la cabeza de Atalanta se inclina y se omite el círculo amarillo. El nombre "Atalanta" y el año de fundación, 1907, se agregaron encima y debajo del círculo, que está encerrado en una elipse con el mismo fondo negro y azul dividido que el diseño de 1984.

## Uniforme
- Uniforme titular: Camiseta azul y negra, pantalón negro, medias negras.
- Uniforme alternativo: Camiseta blanca con banda diagonal azul y negra, pantalón blanco, medias blancas.
- Tercer uniforme: Camiseta negra, pantalón negro, medias azules.

### Origen
Las primeras equipaciones de Atalanta, tras su fundación, lucían finas rayas verticales blancas y negras. Estos colores prevalecieron hasta 1920, año en que el club se fusionó con su rival local, el Bergamasca, cuyos colores eran azul y blanco. Tras la fusión, se descartó el blanco, quedando el negro y el azul (nerazzurri) como los distintivos del recién formado Atalanta Bergamasca Calcio. En sus primeros años, las equipaciones eran de negro y azul. Más tarde, el club adoptó las icónicas rayas verticales negras y azules.
Desde entonces, las equipaciones locales de Atalanta se han caracterizado por estas rayas, con variaciones mínimas en su grosor a lo largo del tiempo. Las equipaciones de visitante suelen ser blancas, a menudo con toques de negro y azul. En cuanto a las terceras equipaciones y las de portero, el club ha experimentado con una amplia gama de colores a lo largo de los años, incluyendo verde, rojo, azul claro y negro, sin seguir un patrón establecido.
Desde 2010, el Atalanta ha establecido una tradición única al jugar su último partido en casa del año, conocido como el "Partido de Navidad", con equipaciones especialmente diseñadas para la ocasión. Estas equipaciones son subastadas posteriormente, con el fin de recaudar fondos para obras benéficas.

### Variaciones
| 2010-11   | 2011-12   | 2012-13 | 2013-14   | 2014-15   | 2015-16   | 2016-17   |
| 2017-18   | 2018-19   | 2019-20 | 2020-2021 | 2021-2022 | 2022-2023 | 2023-2024 |
| 2024-2025 | 2025-2026 |         |           |           |           |           |

### Patrocinio
| Período   | Proveedor      |
| --------- | -------------- |
| 1907-1976 | Ninguno        |
| 1976-1980 | Umbro          |
| 1980-1981 | Le Coq Sportif |
| 1981-1984 | Puma           |
| 1984-1987 | Ennerre        |
| 1987-1989 | Latas          |
| 1989-1991 | Ennerre        |
| 1991-1994 | Lotto          |
| 1994-2007 | Asics          |
| 2007-2014 | Erreà          |
| 2014-2017 | Nike           |
| 2017-2025 | Joma           |
| 2025-Act. | New Balance    |

| Período   | Patrocinador           |
| --------- | ---------------------- |
| 1907-1980 | Ninguno                |
| 1980-1981 | Manifattura Sebina     |
| 1981-1989 | Sit-In                 |
| 1989-1995 | Tamoil                 |
| 1995-2000 | Somet                  |
| 2000-2002 | Ortobell               |
| 2002-2005 | Promatech              |
| 2005-2006 | Sit-In Sport/Elesite   |
| 2006-2010 | Sit-In Sport/ Daihatsu |
| 2010-2011 | AXA/ Daihatsu          |
| 2011-2014 | AXA/ Konica            |
| 2014-2017 | SuisseGas/ Konica      |
| 2017      | TWS/Modus FM           |
| 2017-2018 | Veratour/Modus FM      |
| 2018-2021 | Radici Group           |
| 2021-2023 | Plus500                |
| 2023-2024 | Radici Group           |
| 2024-Act. | Lete/Radici Group      |

## Estadio
El Atleti Azzurri d'Italia es un estadio de fútbol de Bérgamo, Italia, que acoge los partidos como local del Atalanta. El aforo del estadio es de 24,642 asientos.
En las dos temporadas que jugó la UEFA Europa League (2017-18 y 2018-19), el Atalanta ejerció su localía para este torneo en el MAPEI Stadium - Città del Tricolore de la ciudad de Reggio Emilia, pese a que su capacidad es inferior a la de su estadio propio. La razón, la UEFA determinó que el estadio del Atalanta "no cumplía con los mínimos exigidos" para disputar competiciones europeas. Esto motivó la realización de obras en el estadio para modernizarlo, aprovechando que en 2017 el Atalanta se hizo con la propiedad del mismo comprándolo a la ciudad de Bérgamo por 8.6 millones de euros. Se tiene proyectado que estas obras terminen en el primer semestre de 2021. No obstante, durante la temporada 2020-2021, el Atalanta siguió jugando partidos de local en su estadio durante los torneos de Serie A italiana, Copa Italia y de UEFA Champions League, paralizando las obras cada vez que tenía sus partidos de local.
En la temporada 2019-20 de la UEFA Champions League, donde participó por primera vez en su historia, el equipo llegó a un acuerdo con la ciudad de Milán para ejercer sus partidos de local en el Estadio San Siro, durante su tiempo de participación en el torneo europeo en la temporada.
Otro Complejo Deportivo: Zingonia, utilizado para los entrenamientos del equipo Dea.

## Datos del club
- Temporadas en la Serie A: 62
- Temporadas en la Serie B: 28
- Temporadas en la Serie C1: 1
- Mayor goleada conseguida:
  - Atalanta 7-1 Triestina, en la temporada 1951-52.
  - Atalanta 7-1 Udinese, en la temporada 2019-20.
  - Torino 0-7 Atalanta, en la temporada 2019-20.
  - Atalanta 8-2 Salernitana, en la temporada 2022-23.
- Mayor goleada encajada:
  - Torino 9-1 Atalanta, en la temporada 1941-42.
- Mejor puesto en la liga: 3.º (2018-19, 2019-20, 2020-21, 2024-25).
- Peor puesto en la liga: 20.º

### Estadísticas en competiciones internacionales

#### Por competición
Nota: En negrita competiciones activas.
| Liga de Campeones de la UEFA        | 4  | 23 | 8  | 6  | 9  | 40  | 43 | -3  | Cuartos de Final |
| Europa League                       | 5  | 30 | 14 | 12 | 4  | 51  | 24 | +27 | Campeón          |
| Supercopa de la UEFA                | 1  | 1  | 0  | 0  | 1  | 0   | 2  | -2  | Subcampeón       |
| Recopa de Europa de la UEFA         | 2  | 10 | 4  | 1  | 5  | 13  | 11 | +2  | Semifinalista    |
| Total                               | 11 | 64 | 26 | 19 | 19 | 104 | 80 | +24 | 1 título         |
| Actualizado a la Temporada 2024-25. |    |    |    |    |    |     |    |     |                  |

## Futbolistas destacados

### Más presencias
| #   | Jugador            | Partidos |
| --- | ------------------ | -------- |
| 1°  | Gianpaolo Bellini  | 431      |
| 2°  | Marten de Roon     | 396      |
| 3°  | Valter Bonacina    | 331      |
| 4°  | Stefano Angeleri   | 324      |
| 5°  | Cristiano Doni     | 323      |
| 6°  | Rafael Tolói       | 314      |
| 7°  | Livio Roncoli      | 305      |
| 8°  | Fabrizio Ferron    | 294      |
| 9°  | Glenn Strömberg    | 273      |
| 10° | Giovanni Vavassori | 270      |

### Máximos goleadores
| #   | Jugador          | Goles |
| --- | ---------------- | ----- |
| 1°  | Cristiano Doni   | 112   |
| 2°  | Duván Zapata     | 82    |
| 3°  | Luis Muriel      | 68    |
| 4°  | Severo Cominelli | 65    |
| 5°  | Josip Iličić     | 60    |
| 6°  | Alejandro Gómez  | 59    |
| 7°  | Adriano Bassetto | 57    |
| 8°  | Germán Denis     | 55    |
| 9°  | Poul Rasmussen   | 54    |
| 10° | Ademola Lookman  | 52    |

## Palmarés
Torneos nacionales (1)
| Competiciones nacionales         | Títulos                                               | Subcampeonatos                               |
| -------------------------------- | ----------------------------------------------------- | -------------------------------------------- |
| Copa de Italia (1/5)             | 1962-63.                                              | 1986-87, 1995-96, 2018-19, 2020-21, 2023-24. |
|                                  |                                                       |                                              |
| Segunda División de Italia (6/4) | 1927-28, 1939-40, 1958-59, 1983-84, 2005-06, 2010-11. | 1936-37, 1970-71, 1976-77, 1999-00.          |
| Tercera División de Italia (1/0) | 1981-82.                                              |                                              |

Torneos internacionales (1)
| Competiciones internacionales | Títulos  | Subcampeonatos |
| ----------------------------- | -------- | -------------- |
| Liga Europa de la UEFA (1/0)  | 2023-24. |                |
| Supercopa de la UEFA (0/1)    |          | 2024.          |

## Amistades y rivalidades
El rival directo del Atalanta es el Brescia Calcio debido a que es un equipo vecino. Los enfrentamientos entre ambos clubes a menudo se conocen como el Derby Lombardo. Esta rivalidad tiene sus raíces en una disputa histórica entre las ciudades de Bérgamo y Brescia que se remonta a la Edad Media. En 1126, Bérgamo amplió su territorio adquiriendo tierras que estaban siendo vendidas por Brescia, lo que desencadenó una serie de disputas territoriales y conflictos armados, incluida la batalla de Cortenuova en 1237. Aunque el conflicto armado cesó y ambas ciudades se unificaron bajo el Reino de Italia en 1861, la rivalidad histórica entre ellas ha definido el ambiente de los partidos entre Atalanta y Brescia a lo largo de la historia de los clubes. En 1993, la tensión entre las aficiones de ambos clubes se intensificó tras un partido (ganado 2-0 por el Brescia) que se suspendió tres veces debido a la violencia en las gradas, lo que resultó en la hospitalización de más de 20 espectadores.
Sin embargo, tras la desaparición del Brescia Calcio por problemas financieros del fútbol profesional, este clásico regional ha dejado de disputarse oficialmente. A pesar de ello, sigue siendo recordado con intensidad por ambas aficiones y mantiene un lugar simbólico en la historia del fútbol italiano.
Además se ha convertido en rival de poderosos equipos como Nápoles, Torino, Genoa, Juventus, Lazio, Fiorentina, Roma, Inter de Milán, Hellas Verona y Milan debido a sus exitosos resultados deportivos desde 2017.
Los seguidores del Atalanta mantienen una larga amistad, conocida como gemellaggio o hermanamiento, con los del Ternana Calcio. Esta amistad, que se remonta a los años ochenta, es una de las más antiguas y sólidas de Italia. Históricamente, los ultras de ambos clubes estaban unidos por opiniones políticas comunes, y a menudo visitaban la Curva del otro club. Además, los hinchas del Atalanta tienen una histórica amistad con los del Eintracht de Fráncfort de Alemania, basada en puntos de vista políticos compartidos. También existen relaciones amistosas entre los seguidores del Atalanta y otros clubes, como el Spezia Calcio (desde la participación del Atalanta en la Recopa de Europa de 1988), el Cosenza, el Cavese 1919 y el FC Wacker Innsbruck austriaco.

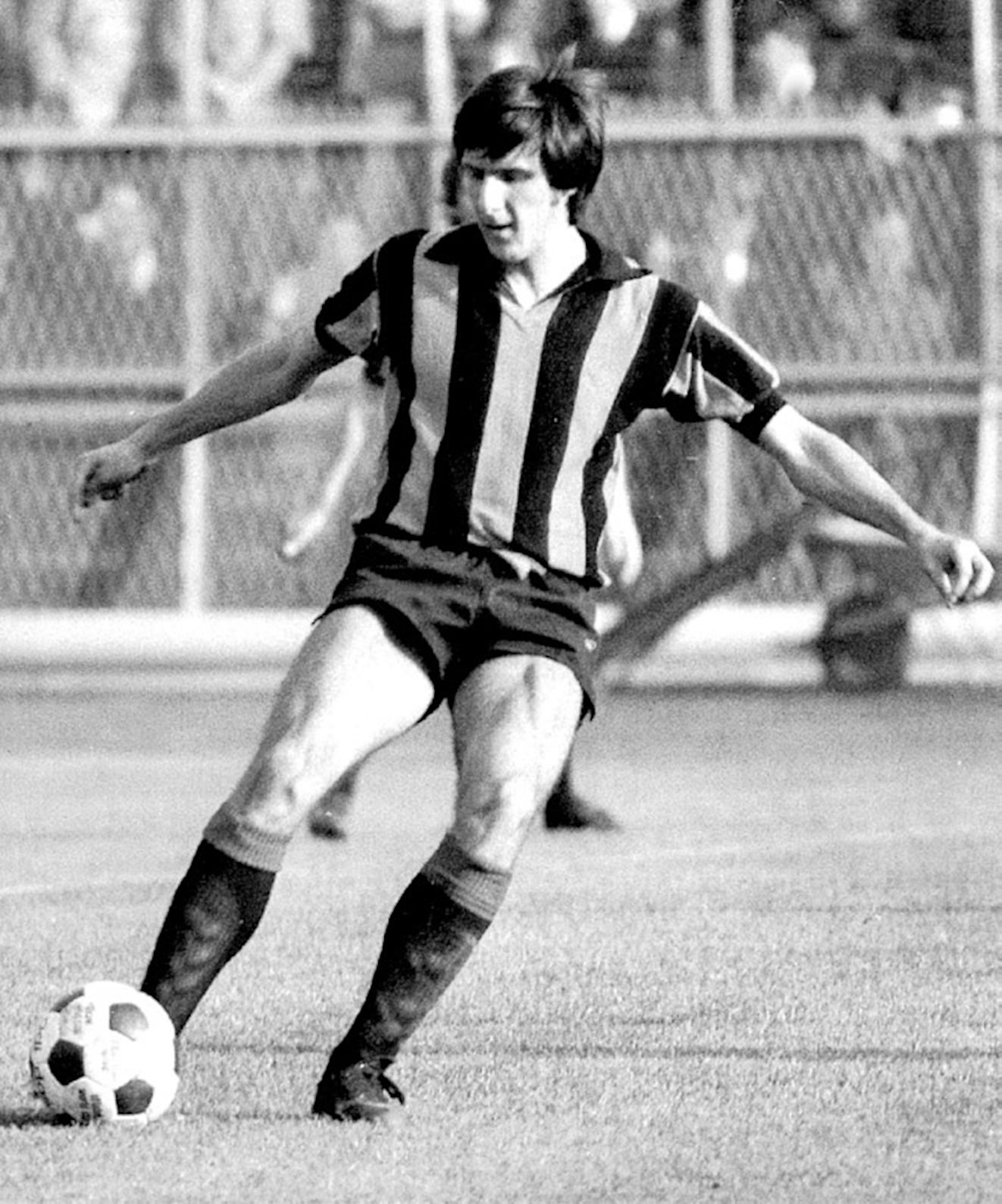
Gaetano Scirea es uno de los jugadores más famosos formados en el club.